# Aguirre, der Zorn Gottes
Aguirre, der Zorn Gottes (br: Aguirre, a Cólera dos Deuses / pt: Aguirre, o Aventureiro) é um filme alemão de 1972, do gênero drama histórico e dirigido por Werner Herzog.
Baseado em fatos históricos, o filme se inspirou na expedição de conquistadores espanhóis enviados por Gonzalo Pizarro, governador de Quito, em busca de El Dorado, a lendária cidade de ouro, em 1541-1542. No filme, a expedição se deu em 1561 e foi comandada por Dom Pedro de Urzúa e Lope de Aguirre. Tomando por base a narrativa do diário do Frei Gaspar de Carvajal (que participou da expedição ao El Dorado), na verdade o filme deixa de lado o aspecto histórico e se concentra mais nas teses costumeiras do diretor Herzog, preocupado em mostrar os efeitos mentais e emocionais sofridos por homens em situações-limite, confrontados com a natureza primitiva e desconhecida. 
Aguirre é a primeira colaboração da conturbada e bem sucedida parceria de 15 anos do ator Klaus Kinski com o diretor Herzog. Com locações no Peru e no Rio Amazonas, durante extenuantes cinco semanas. 

## Sinopse
Expedição armada espanhola atravessa os Andes e chega até ao Rio Orinoco em 1561, à procura da lendária El Dorado, a cidade do ouro. Enviada por Pizarro, é chefiada por Don Pedro Urzúa e pelo segundo-em-comando, o cruel e ambicioso Lope de Aguirre. Logo ao chegar ao rio, Aguirre se rebela e aprisiona Urzúa, declarando um dos expedicionários, Dom Fernando de Gúzman, como o Imperador de El Dorado. A medida que seguem o curso fluvial em uma balsa, Aguirre se perde cada vez mais em sua própria ambição e sucumbe a enlouquecidos sonhos de glória.

## Elenco
- Klaus Kinski .... Lope de Aguirre
- Helena Rojo .... Inez de Atienza
- Ruy Guerra .... Don Pedro de Urzúa
- Del Negro .... Padre Gaspar de Carvajal
- Peter Berling .... Don Fernando de Guzman
- Cecilia Rivera .... Florés de Aguirre
- Daniel Ades .... Perucho
- Edward Roland .... Okello
- Armando Polanah .... Armando
- Alejandro Repullés .... Gonzalo Pizarro
- Justo González .... González